# Voyage en électricité
Voyage en électricité est une série télévisée d'animation française en 26 épisodes d'environ cinq minutes qui expliquent le fonctionnement de l'ensemble du système électrique. Elle a été créée par Jacques Rouxel, produite par la société aaa (Animation Art-graphique Audiovisuel) et la CSI (Cité des sciences et de l'industrie). La série a été diffusée à partir d'octobre 1996.
La première saison (épisodes 1 à 13) a été légèrement retouchée (générique changé, amélioration du son), et son contenu change concernant la répartition des énergies primaires pour la production d'électricité (épisode 1, 3 min 42 s). L'intégrale était prêtée par la médiathèque EDF au moins jusqu'en 2000.
Les épisodes permettent d'effectuer de la vulgarisation scientifique sur les principales notions physiques d'électricité et d'électrotechniques (courant alternatif, triphasé, puissance, énergie...) et de faire le lien avec le fonctionnement du réseau électrique.

## Liste des épisodes
- Épisode 1: Aux sources du courant
- Épisode 2: Entre moins et plus
- Épisode 3: Les 3 mousquetaires
- Épisode 4: L'alternatif
- Épisode 5: L'art de couper les fils en quatre
- Épisode 6: Des volts pour aller plus loin
- Épisode 7: Des énergies une électricité
- Épisode 8: Une électricité à l'eau
- Épisode 9: Entre chaud et froid le principe de Carnot
- Épisode 10: Électricité en mouvement
- Épisode 11: Le fil qui sauve
- Épisode 12: Les trois emplois de l'électricité
- Épisode 13: Les électrons travaillent sans fil
- Épisode 14: Du poteau à la prise
- Épisode 15: Un monsieur qui sait compter
- Épisode 16: Un monsieur qui coupe pour vous
- Épisode 17: Ohm fait la loi
- Épisode 18: Le retour dOhm
- Épisode 19: L'électricité en sandwich
- Épisode 20: L'électricité en bobine
- Épisode 21: Ainsi font les petits moteurs
- Épisode 22: Opération sinus
- Épisode 23: R, L, C, Phi et les autres
- Épisode 24: Fresnel suivez les flèches
- Épisode 25: Le savant cosinus Phi
- Épisode 26: Des électrons en liberté